# Hégenheim
Hégenheim es una localidad y comuna francesa, situada en el departamento de Alto Rin, en la región de Alsacia.
Sus habitantes reciben en idioma francés el gentilicio de Hégenheimois y Hégenheimoises.

## Demografía
| 2007 | 2059 | 2226 | 2162 | 2310 | 2576 |
| Para los censos de 1962 a 1999 la población legal corresponde a la población sin duplicidades (Fuente: INSEE [Consultar]) |      |      |      |      |      |